# Kāramadai
Kāramadai (tamil: காரமடை) är en ort i Indien.   Den ligger i distriktet Coimbatore och delstaten Tamil Nadu, i den södra delen av landet, 1 900 km söder om huvudstaden New Delhi. Kāramadai ligger 367 meter över havet och antalet invånare är 31 188.